# Detlef Wiemers
Detlef Wiemers, Vorname vereinzelt Detlev geschrieben, (* 15. Juli 1953) ist ein ehemaliger deutscher Fußballspieler. Der Abwehrspieler lief für die Lokalrivalen Schwarz-Weiß Essen und Rot-Weiss Essen jeweils in der 2. Bundesliga auf und bestritt dabei 100 Partien in der zweithöchsten Spielklasse.

## Sportlicher Werdegang
Wiemers entstammt der Jugend des ETB Schwarz-Weiß Essen, für deren in der Verbandsliga Niederrhein antretende Amateurelf er Mitte der 1970er Jahre auflief. Im Januar 1975 debütierte er unter Trainer Hubert Schieth in der 2. Bundesliga, als er beim 2:1-Auswärtserfolg bei Rot-Weiß Oberhausen an der Seite von Herbert Bals, Holger Trimhold, Hans Fritsche, Klaus Albert und Franz-Josef Laufer in der Startelf stand. Im weiteren Saisonverlauf kam er zu zwei weiteren Einsätzen. Hauptsächlich kam er jedoch weiterhin in der Reservemannschaft zum Einsatz, die nach der Vizemeisterschaft hinter der SG Union Solingen in der Saison 1974/75 an der Deutschen Amateurmeisterschaft 1975 teilnahm, aber im Viertelfinale an der SVA Gütersloh scheiterte. Nachdem im Sommer 1975 bereits Jürgen Elm und Hans-Gerd Florian, der unter Schieth ebenfalls bereits vereinzelt in der zweiten Liga zum Einsatz gekommen war, als Lizenzspieler in die erste Mannschaft hochgezogen worden waren, folgte Wiemers nach einer erneuten Vizemeisterschaft in der Spielzeit 1975/76 und der abermaligen und erneut erfolglosen Teilnahme an der Deutschen Amateurmeisterschaft 1976 im folgenden Sommer. Ab seinem Debüt am vierten Spieltag war er unumstrittener Stammspieler, in allen 34 folgenden Partien stand er in der Startformation und erzielte beim Erreichen des achten Tabellenplatzes in der Spielzeit 1976/77 zwei Tore. Nach einer weiteren Halbserie mit 15 Zweitligaspielern wechselte er in Folge finanzieller Probleme von Schwarz-Weiß im Winter 1977/78 zum Lokalkonkurrenten Rot-Weiss Essen, da die beiden Klubs eine Kooperationsvereinbarung unterzeichnet hatten.
Mit Bundesliga-Absteiger Rot-Weiss erreichte Wiemers am Ende der Spielzeit 1977/78 als Vizemeister der 2. Bundesliga Nord mit einem Punkt Rückstand auf Arminia Bielefeld die Aufstiegsspiele zur Bundesliga. An der Seite von Frank Mill, Horst Hrubesch, Heinz Blasey, Hans-Jürgen Sperlich und Wolfgang Patzke verpasste die von Klaus Quinkert trainierte Mannschaft gegen den Süd-Zweiten 1. FC Nürnberg nach einer 0:1-Auswärtsniederlage und einem 2:2-Remis im Rückspiel den direkten Wiederaufstieg. Nach einem achten Tabellenplatz in der folgenden Spielzeit, zu dem er auch verletzungsbedingt nur in 20 Ligaspielen beigetragen hatte, kehrte die Mannschaft in der Spielzeit 1979/80 erneut ins Aufstiegsrennen zur deutschen Beletage zurück. Erneut überschatteten Verletzungen Wiemers Saisonbilanz, erst im letzten Saisondrittel war er unter Trainer Rolf Schafstall wieder Stammspieler. Abermals war Arminia Bielefeld – dieses Mal als Bundesliga-Absteiger mit 120 Saisontoren und 30 Saisonsiegen dominierende Mannschaft der Nordstaffel – als „Nordmeister“ uneinholbar, im Duell mit Hannover 96 reichte es jedoch wie zwei Jahre zuvor zur Vizemeisterschaft. Südvizemeister Karlsruher SC schaffte jedoch gegen eine desolate Essener Mannschaft im Hinspiel am 6. Juni 1980 im Wildparkstadion die Grundlage für den Wiederaufstieg des badischen Klubs, bei der 1:5-Niederlage galt Wiemers in der zeitgenössischen Presse als einziger Lichtblick („allein Wiemers [genügte] als Bewacher von Süd-Torschützenkönig Günther den Erwartungen“). Im Rückspiel bäumte sich jedoch die Mannschaft nochmals auf, nach dem Führungstor von Karlheinz Meininger bereits in der ersten Spielminute erhöhte der zweifache Torschütze Mill, ehe der Karlsruher Uwe Dittus mit seinem Treffer zum 3:1 in der 83. Spielminute einen Dämpfer erteilte und letztlich den Endstand herstellte.
Im Sommer 1980 kehrte Wiemers zum ETB Schwarz-Weiß Essen zurück, der nach der Vizemeisterschaft in der drittklassigen Oberliga Nordrhein die Kooperationsvereinbarung gekündigt hatte und in der Folge die Rückkehr in den Profifußball anstrebte. Während der ETB sich jedoch regelmäßig für die Hauptrunde des DFB-Pokals qualifizierte, reichte es in der Liga nunmehr nur zu Mittelfeldplätzen. Nach dem Abstieg des Lokalrivalen Rot-Weiss Essen 1984 kam es in der Oberliga-Spielzeit 1984/85 zum Duell um den Meistertitel, bei dem sich jedoch der vormalige Bundesligist durchsetzte. Als Vizemeister nahm die Mannschaft an der Deutschen Amateurmeisterschaft 1985 teil, verpasste aber gegen den späteren Finalisten DSC Wanne-Eickel bereits in der ersten Runde das Weiterkommen. Zuletzt trat er im Februar 1988 überregional in Erscheinung, als er mit dem Klub im Achtelfinale des DFB-Vereinspokals 1987/88 gegen den VfL Bochum antrat, an der Seite der Ex-Profis Willi Korth und Jürgen Kaminsky aber gegen den von Hermann Gerland trainierten späteren Finalisten eine das Ausscheiden bedeutende 0:1-Niederlage durch ein Tor von Uwe Leifeld hinnehmen musste.
Wiemers übernahm nach einem misslungenen Start in die Oberliga-Spielzeit 1988/89 interimistisch das Traineramt vom erst im Sommer des Jahres verpflichteten Horst Döppenschmidt. Als Tabellenachter beendete er die Spielzeit, anschließend übergab er im Sommer 1989 an Döppenschmidt-Vorgänger und Rückkehrer Fred-Werner Bockholt. Später war er bis 2001 insbesondere als Trainer der Reservemannschaft weiters für den Klub tätig. Dabei rückte er im September 1999 nach der Entlassung von Jörg Jung nochmals zunächst interimistisch, dann dauerhaft zum Trainer der Wettkampfmannschaft auf, übergab aber im März 2000 an Frank Benatelli, unter dessen Leitung die Mannschaft mit einem Schlussspurt von fünf Siegen aus sieben Partien auf den neunten Tabellenplatz sprang. 
Wiemers Ehefrau war lange Zeit in der Geschäftsstelle für Schwarz-Weiß Essen tätig.